# Woody Harrelson
Woodrow Tracy Harrelson, detto Woody (Midland, 23 luglio 1961), è un attore statunitense.
È principalmente noto per aver interpretato Billy Hoyle in Chi non salta bianco è (1992), David Murphy in Proposta indecente (1993), Mickey Knox in Assassini nati - Natural Born Killers (1994), Larry Flynt in Larry Flynt - Oltre lo scandalo (1996), Tallahassee in Benvenuti a Zombieland (2009), Haymitch nella saga cinematografica di Hunger Games (2012-2015) e Bill Willoughby in Tre manifesti a Ebbing, Missouri (2017). In ambito televisivo è conosciuto per il ruolo di Woody Boyd nella sitcom Cin cin (1985-1993) e Martin Hart nella serie antologica True Detective (2014).
Nel corso della sua carriera si è aggiudicato un Premio Emmy e ha ottenuto tre candidature al Premio Oscar e quattro ai Golden Globe.

## Biografia
Figlio di Charles Harrelson, killer professionista morto in carcere nel 2007, e di Diane Lou Oswald, i suoi genitori divorziano quando lui aveva 3 anni. Nato in Texas, subito dopo aver frequentato il college Hanover in Indiana, si trasferisce a New York, dove a teatro inizia a recitare in Biloxi Blues di Neil Simon per poi entrare a far parte del cast nella serie televisiva Cin cin. La sua apparizione in questa sit-com, durata 8 anni, nel 1989 gli regala un Emmy come miglior attore non protagonista.
Il debutto sul grande schermo ha inizio nel 1986, a fianco di Goldie Hawn, con il film Una bionda per i Wildcats. Dopo diversi ruoli secondari, come nel film Doc Hollywood - Dottore in carriera del 1991, Harrelson riesce a confermarsi nel 1992 con la commedia Chi non salta bianco è. Un anno dopo l'attore si fa realmente conoscere con Proposta indecente, nonostante per questo ruolo abbia ricevuto un Razzie Award come peggior attore non protagonista. Nel 1994 con Assassini nati, sotto la regia di Oliver Stone, interpreta la parte di un serial killer, mentre nel 1996 con il film Larry Flynt - Oltre lo scandalo Harrelson viene nominato sia agli Oscar che all'Orso d'oro come "miglior attore protagonista".
Dopo aver entusiasmato la critica nel ruolo del magnate del porno Larry Flynt, recita anche ne La sottile linea rossa di Terrence Malick, in EdTV e in Incontriamoci a Las Vegas. Ha interpretato il ruolo di Defendor, un vigilante con disturbi mentali, nell'omonimo film e ha ricevuto un'altra nomination agli Oscar come miglior attore non protagonista nel 2010 per il suo ruolo in Oltre le regole - The Messenger. Ha interpretato uno dei fidanzati di Grace Adler nella popolare serie televisiva Will & Grace, ha partecipato inoltre al film di Gabriele Muccino Sette anime e nel 2015 è protagonista del video della canzone Song for someone degli U2. Dal 2012 al 2015 interpreta Haymitch Abernathy in: Hunger Games, Hunger Games - La ragazza di fuoco, Hunger Games - Il canto della rivolta - Parte 1 e in Hunger Games - Il canto della rivolta - Parte 2. Sempre nel 2013 recita nell'apprezzato film Now You See Me - I maghi del crimine, prenderà poi parte al sequel Now You See Me 2 nel 2016.
Nel 2017 gira il suo primo film da regista, Lost in London, che è stato anche il primo film in diretta, cioè girato e trasmesso nello stesso momento nei cinema. Nello stesso anno ha partecipato al terzo capitolo de Il pianeta delle scimmie nel ruolo dello spietato colonnello J. Wesley McCullough, oltre che a Tre Manifesti a Ebbing, Missouri; per quest'ultimo film ha ricevuto la candidatura all'Oscar come migliore attore non protagonista, perdendo in favore di Sam Rockwell, anch'egli attore non protagonista nel cast di Tre Manifesti a Ebbing, Missouri. Nel 2018 interpreta Tobias Beckett, mentore del giovane Ian Solo, nel film spin-off Solo: A Star Wars Story. Nello stesso anno recita un cameo nella parte del villain Cletus Kasady, alias Carnage, nel film del Sony's Spider-Man Universe Venom; ruolo che riprenderà nel sequel del 2021, intitolato Venom - La furia di Carnage. Nel 2022 interpreta il capitano della nave da crociera di lusso nel film Triangle of Sadness.

## Vita privata
È un crudista vegano, motivo per cui nel film Benvenuti a Zombieland, dove interpreta il personaggio di "Tallahassee", un duro con un'ossessione per le merendine Twinkie, ne è stata realizzata una variante crudivegana fatta di farina di mais appositamente per lui.
Nel 2012 viene nominato, assieme all'attrice Jessica Chastain, il "vegetariano più sexy" dalla PETA. È inoltre un accanito sostenitore della depenalizzazione e legalizzazione della canapa e dei suoi derivati, oltre ad essere un attivista ambientale e sociale. Definitosi politicamente un anarchico, l'attore è un profondo ammiratore del pensiero ed opera dello storico ed attivista politico Howard Zinn, definendolo addirittura un suo eroe personale durante una conversazione intrattenuta con lo stesso Zinn. Nel 2002, in un articolo da lui stesso scritto sul quotidiano britannico The Guardian, Harrelson condannò duramente l'intervento militare statunitense in Iraq da parte dell'allora presidente George W. Bush, ritenendo il conflitto una «guerra razzista ed imperialista», affermando inoltre di essersi opposto anche alla precedente guerra del Golfo e alle sanzioni economiche emanate contro il paese mediorientale durante l'amministrazione di Bill Clinton.
Harrelson è stato sposato, dal 29 giugno 1985 al gennaio 1986, con Nancy Simon, figlia del drammaturgo Neil Simon; i due, durante una vacanza a Tijuana (in Messico), decisero, più per scherzo che per altro, di sposarsi ma, quando ritornarono negli Stati Uniti, vi trovarono l'ufficio di licenza-dispensa matrimoniale chiuso e così rimasero sposati per dieci mesi. Nel 2008 sposa, con una cerimonia privata alle Hawaii, Laura Louie, cofondatrice di Yoganics (un servizio a domicilio di prodotti biologici), nonché sua ex-assistente, con la quale stava già dal 1987 e dalla quale ha avuto tre figlie: Deni Montana (n. 1994), Zoe Giordano (n. 1996) e Makani Ravello (n. 2006). Tutta la famiglia risiede sull'isola hawaiiana di Maui.

## Controversie legali
Nel 1982 Harrelson venne tratto in arresto dalla polizia di Columbus (in Ohio) per disturbo della quiete pubblica e intralcio al traffico, essendo stato trovato in un evidente stato d'alterazione a danzare nel bel mezzo di una strada trafficata; all'attore venne anche imputata la resistenza all'arresto, avendo poi cercato di fuggire a piedi dagli agenti in loco, ma alla fine risolse il tutto pagando semplicemente una multa.
Il 1º giugno 1996 venne tratto in arresto dalla polizia della contea di Lee (nel Kentucky) per aver piantato, in presenza dello sceriffo e degli agenti della contea (anticipatamente chiamati sul posto dallo stesso Harrelson), quattro semi di canapa in segno di simbolica protesta per le leggi dello stato, che non prevedono alcuna forma di differenziazione tra la coltivazione della canapa per fini industriali e quella per la produzione e spaccio di marijuana. L'attore, alla fine, se la cavò pagando una cauzione di 200 dollari, venendo così rilasciato quello stesso giorno.
Nel 2002 Harrelson, a bordo di un taxi, rimase coinvolto in un incidente stradale a Londra, che si tradusse in uno spericolato inseguimento da parte della polizia. Arrestato poco dopo, venne poi rilasciato su cauzione e il caso si risolse dopo che l'attore pagò il tassista coinvolto con la cifra di 550 sterline. Tale evento sarà poi fonte d'ispirazione per il film, diretto dallo stesso Harrelson, Lost in London (2017).
Nel 2008 Josh Levine, fotoreporter per il sito di gossip TMZ.com, querelò Harrelson per aggressione, asserendo di essere stato malmenato dall'attore durante un piccolo alterco scoppiato tra i due all'uscita di un locale di Hollywood nel 2006. Il tribunale di Los Angeles, inizialmente, respinse la denuncia avanzata dal fotoreporter ma, quella stessa estate, decise di accoglierne la richiesta di giudizio, per cui chiese ben 2,5 milioni di dollari come risarcimento per danni. Il caso si risolse poi in favore dell'attore nell'aprile del 2010.

## Filmografia

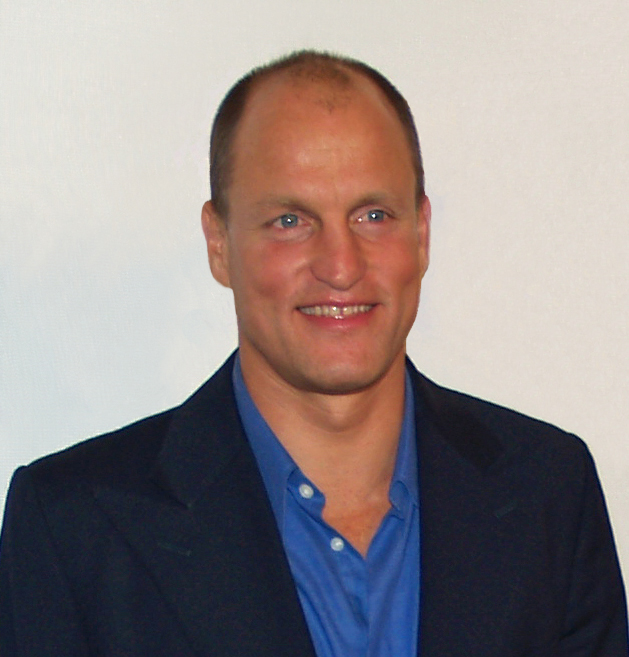
Woody Harrelson nel 2007

### Attore

#### Cinema
- Una bionda per i Wildcats (Wildcats), regia di Michael Ritchie (1986)
- Un amore rinnovato (Tesoro... è in arrivo un bebè) (She's Having a Baby), regia di John Hughes (1988) - cameo
- Cool Blue, regia di Mark Mulin (1990)
- Pazzi a Beverly Hills (L.A. Story), regia di Mick Jackson (1991)
- Doc Hollywood - Dottore in carriera (Doc Hollywood), regia di Michael Caton-Jones (1991)
- Ted and Venus, regia di Bud Cort (1991) – cameo
- Chi non salta bianco è (White Men Can't Jump), regia di Ron Shelton (1992)
- Proposta indecente (Indecent Proposal), regia di Adrian Lyne (1993)
- Una figlia in carriera (I'll Do Anything), regia di James L. Brooks (1994) - cameo
- Sonny & Pepper - Due irresistibili cowboy (The Cowboy Way), regia di Gregg Champion (1994)
- Assassini nati - Natural Born Killers (Natural Born Killers), regia di Oliver Stone (1994)
- Money Train, regia di Joseph Ruben (1995)
- Verso il sole (The Sunchaser), regia di Michael Cimino (1996)
- Kingpin, regia dei fratelli Farrelly (1996)
- Larry Flynt - Oltre lo scandalo (The People vs. Larry Flynt), regia di Miloš Forman (1996)
- Benvenuti a Sarajevo (Welcome to Sarajevo), regia di Michael Winterbottom (1997)
- Sesso & potere (Wag the Dog), regia di Barry Levinson (1997)
- Palmetto - Un torbido inganno (Palmetto), regia di Volker Schlöndorff (1998)
- La sottile linea rossa (The Thin Red Line), regia di Terrence Malick (1998)
- Hi-Lo Country (The Hi-Lo Country), regia di Stephen Frears (1998)
- EdTV, regia di Ron Howard (1999)
- Incontriamoci a Las Vegas (Play It to the Bone), regia di Ron Shelton (1999)
- Austin Powers - La spia che ci provava (Austin Powers: The Spy Who Shagged Me), regia di Jay Roach (1999) - cameo
- BancoPaz (Scorched), regia di Gavin Grazer (2002)
- Go Further, documentario regia di Ron Mann (2003)
- Terapia d'urto (Anger Management), regia di Peter Segal (2003)
- Lei mi odia (She Hate Me), regia di Spike Lee (2004)
- After the Sunset, regia di Brett Ratner (2004)
- The Big White, regia di Mark Mylod (2005)
- North Country - Storia di Josey (North Country), regia di Niki Caro (2005)
- The Prize Winner of Defiance, Ohio, regia di Jane Anderson (2005)
- Radio America (A Prairie Home Companion), regia di Robert Altman (2006)
- A Scanner Darkly - Un oscuro scrutare (A Scanner Darkly), regia di Richard Linklater (2006)
- The Walker, regia di Paul Schrader (2007)
- Non è un paese per vecchi (No Country for Old Men), regia di Joel Coen e Ethan Coen (2007)
- The Grand, regia di Zak Penn (2007)
- Battle in Seattle - Nessuno li può fermare (Battle in Seattle), regia di Stuart Townsend (2007)
- Transsiberian, regia di Brad Anderson (2008)
- Sleepwalking, regia di William Maher (2008)
- Semi-Pro, regia di Kent Alterman (2008)
- Surfer, Dude, regia di S. R. Bindler (2008)
- Management - Un amore in fuga (Management), regia di Stephen Belber (2008)
- Sette anime (Seven Pounds), regia di Gabriele Muccino (2008)
- Oltre le regole - The Messenger (The Messenger), regia di Oren Moverman (2009)
- Defendor, regia di Peter Stebbings (2009)
- Benvenuti a Zombieland (Zombieland), regia di Ruben Fleischer (2009)
- 2012, regia di Roland Emmerich (2009)
- Bunraku, regia di Guy Moshe (2010)
- Amici di letto (Friends with Benefits), regia di Will Gluck (2011)
- Rampart, regia di Oren Moverman (2011)
- Hunger Games, regia di Gary Ross (2012)
- 7 psicopatici (Seven Psychopaths), regia di Martin McDonagh (2012)
- Now You See Me - I maghi del crimine (Now You See Me), regia di Louis Leterrier (2013)
- Il fuoco della vendetta - Out of the Furnace (Out of the Furnace), regia di Scott Cooper (2013)
- Hunger Games - La ragazza di fuoco (The Hunger Games: Catching Fire), regia di Francis Lawrence (2013)
- Hunger Games - Il canto della rivolta - Parte 1 (The Hunger Games: Mockingjay - Part 1), regia di Francis Lawrence (2014)
- Hunger Games - Il canto della rivolta - Parte 2 (The Hunger Games: Mockingjay - Part 2), regia di Francis Lawrence (2015)
- Codice 999 (Triple 9), regia di John Hillcoat (2016)
- Now You See Me 2, regia di Jon M. Chu (2016)
- Il duello - By Way of Helena (The Duel), regia di Kieran Darcy-Smith (2016)
- LBJ, regia di Rob Reiner (2016)
- 17 anni (e come uscirne vivi) (The Edge of Seventeen), regia di Kelly Fremon Craig (2016)
- Wilson, regia di Craig Johnson (2017)
- Lost in London, regia di Woody Harrelson (2017)
- The War - Il pianeta delle scimmie (War for the Planet of the Apes), regia di Matt Reeves (2017)
- Tre manifesti a Ebbing, Missouri (Three Billboards Outside Ebbing, Missouri), regia di Martin McDonagh (2017)
- Il castello di vetro (The Glass Castle), regia di Destin Daniel Cretton (2017)
- Attacco alla verità - Shock and Awe (Shock and Awe), regia di Rob Reiner (2017)
- Solo: A Star Wars Story, regia di Ron Howard (2018)
- Venom, regia di Ruben Fleischer (2018) - cameo
- Highwaymen - L'ultima imboscata (The Highwaymen), regia di John Lee Hancock (2019)
- Midway, regia di Roland Emmerich (2019)
- Zombieland - Doppio colpo (Zombieland: Double Tap), regia di Ruben Fleischer (2019)
- Venom - La furia di Carnage (Venom: Let There Be Carnage), regia di Andy Serkis (2021)
- Kate, regia di Cedric Nicolas-Troyan (2021)
- Triangle of Sadness, regia di Ruben Östlund (2022)
- The Man from Toronto, regia di Patrick Hughes (2022)
- Campioni (Champions), regia di Bobby Farrelly (2023)
- Suncoast, regia di Laura Chinn (2024)
- Fly Me to the Moon - Le due facce della Luna (Fly Me to the Moon), regia di Greg Berlanti (2024)
- Last Breath, regia di Alex Parkinson (2025)
- L'illusione perfetta - Now You See Me: Now You Don't (Now You See Me: Now You Don't), regia di Ruben Fleischer (2025)

#### Televisione
- Cin cin (Cheers) – serie TV, 200 episodi (1985-1994)
- Rogo (Bay Coven), regia di Carl Schenkel – film TV (1987)
- Mickey's 60th Birthday, regia di Joie Albrecht – film TV (1988)
- Tragica scommessa[27] (Killer Instinct), regia di Warris Hussein – film TV (1988)
- Mother Goose Rock 'n' Rhyme, regia di Jeff Stein – film TV (1990)
- Spin City – serie TV, 1 episodio (1996)
- Frasier – episodio The Show Where Woody Shows Up (1999)
- Will & Grace – serie TV, 7 episodi (2000)
- Game Change, regia di Jay Roach – film TV (2012)
- True Detective – serie TV, 8 episodi (2014)
- Live in Front of a Studio Audience – 2 episodi (2019)
- Saturday Night Live – 3 episodi (2019)
- Kiss The Ground (2020)
- Infiltrati alla Casa Bianca - White House Plumbers (White House Plumbers) – miniserie TV, 5 puntate (2023)

#### Videoclip
- Song for Someone, U2 (2015)

### Doppiatore
- I Simpson (The Simpson) - serie TV, episodio 6x11 (1994)
- Free Jimmy, regia di Christopher Nielsen (2006)
- Free Birds - Tacchini in fuga (Free Birds), regia di Jimmy Hayward (2013)
- The Electric State, regia di Anthony e Joe Russo (2025)

## Riconoscimenti
Premio Oscar
- 1997 - Candidatura al miglior attore per Larry Flynt - Oltre lo scandalo
- 2010 - Candidatura al miglior attore non protagonista per Oltre le regole - The Messenger
- 2018 - Candidatura al miglior attore non protagonista per Tre manifesti a Ebbing, Missouri

Golden Globe
- 1997 - Candidatura al miglior attore in un film drammatico per Larry Flynt - Oltre lo scandalo
- 2010 - Candidatura miglior attore non protagonista per Oltre le regole - The Messenger
- 2013 - Candidatura al miglior attore in una mini-serie o film per la televisione per Game Change
- 2015 - Candidatura al miglior attore in una mini-serie o film per la televisione per True Detective
- 2024 - Candidatura al miglior attore in una miniserie o film televisivo per Infiltrati alla Casa Bianca - White House Plumbers

Premio Emmy
- 1987 - Candidatura al miglior attore non protagonista in una serie comica o commedia per Cin cin
- 1988 - Candidatura al miglior attore non protagonista in una serie comica o commedia per Cin cin
- 1989 - Miglior attore non protagonista in una serie comica o commedia per Cin cin
- 1990 - Candidatura al miglior attore non protagonista in una serie comica o commedia per Cin cin
- 1991 - Candidatura al miglior attore non protagonista in una serie comica o commedia per Cin cin
- 1999 - Candidatura al miglior attore ospite in una serie comica o commedia per Frasier
- 2012 - Candidatura al miglior attore in una miniserie o film tv per Game Change
- 2014 - Candidatura al miglior attore protagonista in una serie drammatica per True Detective

Screen Actors Guild Award
- 1997 - Candidatura al miglior attore cinematografico per Larry Flynt - Oltre lo scandalo
- 2008 - Miglior cast cinematografico per Non è un paese per vecchi
- 2010 - Candidatura al miglior attore non protagonista cinematografico per Oltre le regole - The Messenger
- 2013 - Candidatura al miglior attore in un film televisivo o mini-serie per Game Change
- 2015 - Candidatura al miglior attore in una serie drammatica per True Detective
- 2018 - Miglior cast cinematografico per Tre manifesti a Ebbing, Missouri
- 2018 - Candidatura al miglior attore non protagonista per Tre manifesti a Ebbing, Missouri

MTV Movie Award
- 1993 - Candidatura al miglior bacio (condiviso con Wesley Snipes) per Chi non salta bianco è
- 1993 - Candidatura alla miglior coppia (condiviso con Wesley Snipes) per Chi non salta bianco è
- 1994 - Miglior bacio (condiviso con Demi Moore) per Proposta indecente
- 1995 - Candidatura alla miglior coppia (condiviso con Juliette Lewis) per Assassini nati - Natural Born Killers
- 1995 - Candidatura al miglior bacio (condiviso con Juliette Lewis) per Assassini nati - Natural Born Killers

Razzie Award
- 1994 - Peggior attore non protagonista per Proposta indecente

## Doppiatori italiani
Nelle versioni in italiano delle opere in cui ha recitato, Woody Harrelson è stato doppiato da:
- Roberto Pedicini in Una bionda per i Wildcats, Assassini nati - Natural Born Killers, Verso il sole, Kingpin, Benvenuti a Sarajevo, Sesso & potere, La sottile linea rossa, Incontriamoci a Las Vegas, Lei mi odia, After the Sunset, The Big White, Radio America, The Walker, Sette anime, Oltre le regole - The Messenger, 7 psicopatici, Now You See Me - I maghi del crimine, Codice 999, Now You See Me 2, 17 anni (e come uscirne vivi), Wilson, Tre manifesti a Ebbing, Missouri, Midway, Fly Me to the Moon - Le due facce della Luna
- Stefano Benassi in Hunger Games, Il fuoco della vendetta - Out of the Furnace, Hunger Games - La ragazza di fuoco, Hunger Games - Il canto della rivolta - Parte 1, Hunger Games - Il canto della rivolta - Parte 2, Attacco alla verità - Shock and Awe, Highwaymen - L'ultima imboscata, Kate, The Man from Toronto, Infiltrati alla Casa Bianca - White House Plumbers
- Pasquale Anselmo in EdTV, North Country - Storia di Josey, Solo: A Star Wars Story, Venom, Zombieland - Doppio colpo, Venom - La furia di Carnage, Campioni
- Simone Mori in Una figlia in carriera, Hi-Lo Country, Austin Powers - La spia che ci provava
- Massimo Lodolo in Will & Grace, Rampart, The War - Il pianeta delle scimmie
- Alberto Bognanni ne Il duello - By Way of Helena, Lost in London, Triangle of Sadness
- Francesco Prando in Chi non salta bianco è, Game Change
- Antonio Sanna in Larry Flynt - Oltre lo scandalo, Amici di letto
- Gianluca Iacono in Palmetto - Un torbido inganno, Surfer, Dude
- Christian Iansante in Non è un paese per vecchi, Battle in Seattle - Nessuno li può fermare
- Gaetano Varcasia in Semi-Pro, Benvenuti a Zombieland
- Vittorio De Angelis in Management - Un amore in fuga, Defendor
- Giorgio Locuratolo in Sonny & Pepper - Due irresistibili cowboy
- Maurizio Trombini in Cin cin
- Gianluca Tusco in Doc Hollywood - Dottore in carriera
- Roberto Chevalier in Proposta indecente
- Germano Basile in Frasier
- Luca Ward in Money Train
- Francesco Meoni in Spin City
- Mario Cordova in BancoPaz
- Marco Mete in Terapia d'urto
- Luigi Ferraro in A Scanner Darkly - Un oscuro scrutare
- Andrea Lavagnino in Transsiberian
- Nino D'Agata in Sleepwalking
- Mino Caprio in 2012
- Massimo Rossi in Bunraku
- Pino Insegno in True Detective
- Dario Oppido in Il castello di vetro
- Alberto Caneva in Pazzi a Beverly Hills (ridoppiaggio)

Da doppiatore è sostituito da:
- Roberto Pedicini in Free Birds - Tacchini in fuga
- Pasquale Anselmo in The Electric State